# Sue Jones-Davies
Sue Jones-Davies este o actriță, cântăreață și politiciană britanică, de origine din Țara Galilor. Jones-Davies a absolvit Univeristatea din Bristol. A jucat printre altele în anul 1971 în albumul muzical Jesus Christ Superstar, ca în 1979 să poată fi văzută în filmul comic Monty Python’s Life of Brian produs de Monty Python. Ea a mai jucat în numeroase seriale britanice. Prin anii 1970 a cântat în formația muzicală The Bowles Brothers Band. În ultimul timp ea face parte din formația muzicală  Cusan Tan, apărând și în câteva seriale din  Țara Galilor. 
În anul 2008 este aleasă ca primar al orașului Aberystwyth.